# Canton de Clelles
Le canton de Clelles est une ancienne division administrative française située dans le département de l'Isère et la région Rhône-Alpes.

## Géographie
Ce canton était organisé autour de Clelles dans l'arrondissement de Grenoble. Son altitude variait de 519 m (Saint-Martin-de-Clelles) à 2 082 m (Chichilianne) pour une altitude moyenne de 888 m.

## Histoire
De 1833 à 1848, les cantons de Clelles et de Mens avaient le même conseiller général. Le nombre de conseillers généraux était limité à 30 par département.

## Représentation

### Conseillers d'arrondissement (de 1833 à 1940)
| Période                                  | Période          | Identité                                 | Étiquette | Qualité |
| ---------------------------------------- | ---------------- | ---------------------------------------- | --------- | --- |
| 1833                                     | 1839             | Jean François Émile Gueymard (1788-1869) |           | Ingénieur en chef des mines, professeur doyen de la Faculté des sciences, propriétaire à Grenoble           |
|                                          |                  |                                          |           | |
| 1842                                     | 1848             | Jean François Émile Gueymard             |           | Ingénieur en chef des mines, professeur doyen de la Faculté des sciences, propriétaire à Grenoble           |
|                                          |                  |                                          |           | |
| 1870                                     | 1878 (démission) | M. Gauthier                              |           | |
|                                          |                  |                                          |           | |
| 1919                                     | 1940             | Camille-Ernest Fluchaire                 | Radical   | Agriculteur, maire de Saint-Michel-les-Portes, suppléant du juge de paix                                    |
| 1940                                     |                  |                                          |           | Les conseils d'arrondissement ont été suspendus par la loi du 12 octobre 1940 et n'ont jamais été réactivés |
| Les données manquantes sont à compléter. |                  |                                          |           | |

### Conseillers généraux de 1833 à 2015
| Période         | Période                  | Identité                           | Étiquette           | Qualité |
| --------------- | ------------------------ | ---------------------------------- | ------------------- | --- |
| 1833            | 1870                     | Léon Duport-Lavillette (1791-1879) |                     | Président de chambre à la Cour d'appel de Grenoble Propriétaire à Grenoble                                                                         |
| 1870            | 1877                     | Louis Gautier (1811-1882)          | Droite              | Président de chambre à la Cour d'appel de Grenoble                                                                                                 |
| 1877            | 1907                     | Félix Vogeli                       | Républicain         | Médecin vétérinaire de l'armée Député (1893-1898 et 1902-1906)                                                                                     |
| 1907            | 1911 (démission)         | Yves Didier                        | Républicain radical | Marchand de bois au Monestier-du-Percy Conseiller d'arrondissement                                                                                 |
| 1911            | 1940                     | Frédéric Gallet                    | Rad.                | Propriétaire-agriculteur à Percy, conseiller d'arrondissement                                                                                      |
|                 |                          |                                    |                     | |
| 1945            | 1947 (décès)             | Léon Gachet (1876-1947)            |                     | Instituteur à Saint-Jean-de-Moirans Juge de paix, maire de Clelles                                                                                 |
| 9 novembre 1947 | 1961                     | Louis Corréard                     | MRP                 | Directeur de la minoterie du Trièves à Clelles |
| 1961            | 1967                     | François Roche                     | UFF puis PLE        | Avocat à la Cour d'appel |
| 1967            | 24 novembre 1988 (décès) | Gabriel Riboud (1920-1988)         | DVG puis UDF-PR     | Agriculteur Maire de Percy |
| 1989            | 2015                     | Pierre Gimel                       | RPR puis UMP        | Secrétaire général de la Banque populaire des Alpes Conseiller municipal, maire de Clelles (1989-2001) Élu en 2015 dans le canton du Pont-de-Claix |

## Composition
Le canton de Clelles groupait huit communes et comptait 1 813 habitants (recensement de 2007 sans doubles comptes).
| Nom                      | Code Insee | Intercommunalité | Superficie (km2) | Population (dernière pop. légale) | Densité (hab./km2) |
| ------------------------ | ---------- | ---------------- | ---------------- | --------------------------------- | ------------------ |
| Clelles (chef-lieu)      | 38113      | CC du Trièves    | 20,88            | 582 (2014)                        | 28                 |
| Chichilianne             | 38103      | CC du Trièves    | 62,48            | 274 (2014)                        | 4,4                |
| Lalley                   | 38204      | CC du Trièves    | 23,65            | 208 (2014)                        | 8,8                |
| Monestier-du-Percy       | 38243      | CC du Trièves    | 14,99            | 247 (2014)                        | 16                 |
| Le Percy                 | 38301      | CC du Trièves    | 15,93            | 161 (2014)                        | 10                 |
| Saint-Martin-de-Clelles  | 38419      | CC du Trièves    | 14,72            | 180 (2014)                        | 12                 |
| Saint-Maurice-en-Trièves | 38424      | CC du Trièves    | 12,94            | 159 (2014)                        | 12                 |
| Saint-Michel-les-Portes  | 38429      | CC du Trièves    | 20,59            | 263 (2014)                        | 13                 |

## Démographie
| 1962  | 1968  | 1975  | 1982  | 1990  | 1999  | 2006  | 2011  | 2012  |
| ----- | ----- | ----- | ----- | ----- | ----- | ----- | ----- | ----- |
| 1 435 | 1 315 | 1 194 | 1 289 | 1 312 | 1 469 | 1 771 | 1 995 | 2 039 |

## Redécoupage des cantons de l'Isère en 2015
Le 23 novembre 2013, la nouvelle carte cantonale de l'Isère a été présentée par le préfet Richard Samuel et votée par l'Assemblée départementale de l'Isère. Le Conseil d'État publie le décret no 2014-180 le 18 février 2014, validant le redécoupage cantonal du département.

Les 8 communes du canton de Clelles seront rattachées au canton « Matheysine-Trièves » (La Mure).